# Zenith Motorcycles
Zenith Motorcycles fou un fabricant anglès de motocicletes i automòbils amb seu a Finsbury Park, Londres, que va ser fundat el 1903 per W.G. Bowers. La fabricació d'automòbils només va durar del 1905 al 1906, mentre que la de motocicletes s'allargà fins al 1950.

## Història

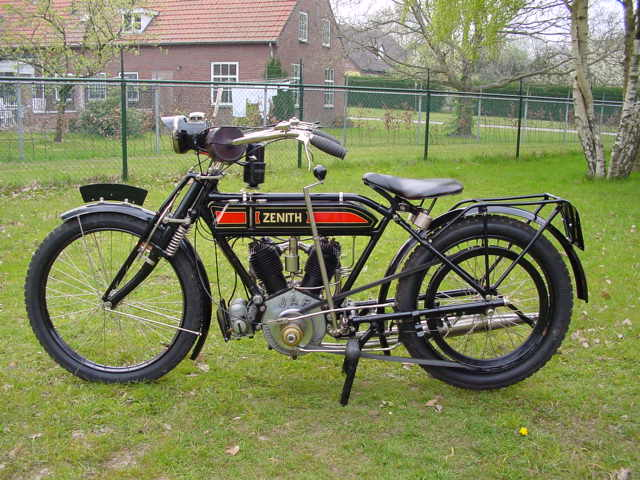
Una Zenith de 1912 equipada amb el sistema "Gradua".

La primera motocicleta Zenith va ser la 'BiCar' de 1903, basada en el disseny Bi-Car de Tooley, el qual fou comprat per Zenith per a poder-lo produir. El BiCar era un disseny únic, amb xassís baix i direcció de boixa central i un motor Fafnir alemany muntat al centre. El 1905, l'empresa contractà Fred ('Freddie') W. Barnes com a enginyer en cap i aquell mateix any, Barnes va patentar la transmissió per corretja de relació variable "Gradua". El sistema Gradua variava simultàniament el diàmetre de la politja del cigonyal de la corretja de transmissió per tal d'alternar la relació de transmissió, alhora que movia la roda posterior cap endavant o cap enrere per a mantenir la tensió de la corretja. L'acció del Gradua es controlava per mitjà d'una palanca giratòria situada damunt del dipòsit de combustible; aquest va ser un dels primers intents de proporcionar múltiples relacions de transmissió a una motocicleta, en una època en què la transmissió directa i simple per corretja era la norma general. Les relacions de transmissió variable van demostrar un avantatge significatiu en competició, cosa que va fer que els pilots d'altres marques es queixessin que el sistema Gradua donava un avantatge injust i, finalment, les Zenith amb engranatges Gradua van ser prohibides a moltes competicions. Zenith va aprofitar aquesta prohibició i va afegir la paraula Barred ("Prohibit") a la seva publicitat i logotip. El sistema Gradua es va substituir el 1924 per l'actual sistema estàndard de caixa de canvis i transmissió per cadena.
El 1914, la fàbrica de Zenith es va traslladar a uns locals més grans a prop de Brooklands, a l'antic molí d'East Moseley, prop de Weybridge (Surrey). A mesura que s'acostava la Primera Guerra Mundial, la fàbrica va centrar la seva activitat en els conjunts comercials de sidecar, en vistes a substituir els cavalls que demanaven anteriorment els militars. Acabada la guerra, les competicions de velocitat i resistència van centrar gran part de l'atenció de Freddie Barnes. Les motocicletes Zenith feien servir motors de diversos proveïdors, entre ells Precision, Villiers, Bradshaw, Martlett, British Anzani, Fafnir i JAP.

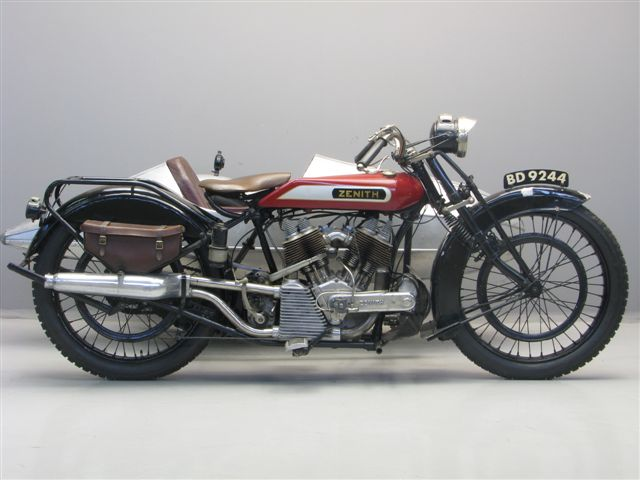
Zenith Model N amb motor JAP de 1.000 cc i sidecar (1924).

Tot i que Zenith era un fabricant relativament petit, va tenir un èxit significatiu a les competicions de velocitat durant les dècades del 1910 i 1920. L'enginyer en cap Freddie Barnes supervisava personalment les motos de competició i, durant la dècada del 1920, les Zenith van guanyar més "Gold Stars" al circuit de Brooklands (per a voltes a més de 100 mph) que qualsevol altra marca. Els motors de curses monocilíndrics i bicilíndrics en V tenien els dissenys més avançats disponibles, com ara el JAP monocilíndric DOHC, el JAP de doble càmera lateral v-twin, els Martlett i Blackburne de 1.000 cc OHV v-twin i els JAP KTOR i JTOR OHV 1.000 cc v-twin. Entre els seus principals pilots hi havia 'Ted' Baragwanath, Bert LeVack, Owen Baldwin, H.M. Walters i Joe Wright.
El 1931, Zenith es va declarar en fallida a causa de la Gran Depressió; 'Writers of Kennington', un dels principals distribuïdors de la marca, va comprar-ne el nom i en va reiniciar la producció a la fàbrica de Hampton Court, Surrey. La Segona Guerra Mundial va tornar a interrompre la producció i Zenith va plegar definitivament el 1950. Els darrers models de Zenith del període 1947-1950 duien motors JAP bicilíndrics en V de vàlvula lateral i 750 cc i eren bàsicament els d'abans de la guerra.

## Automòbils
Entre 1905 i 1906, la companyia va llançar el model Popular, amb motor Stevens de dos cilindres de 6 CV i transmissió posterior per eix accionat per corretja.

## Rècords de velocitat

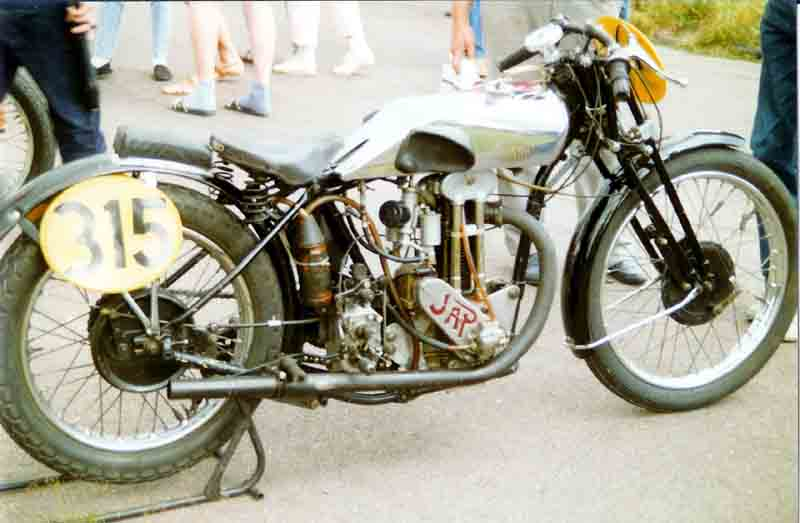
Una Zenith de competició amb motor JAP de 500 cc (1938)

Zenith sempre va voler promocionar-se mitjançant la competició. Freddie Barnes va córrer i va guanyar sovint amb les seves pròpies motos entre el 1909 i el 1913. El 1922, una Zenith va ser la primera moto britànica a fer una volta a 160 km/h al circuit de Brooklands, pilotada per Bert le Vack. El 1925, Zenith va aconseguir el rècord de nombre de voltes a més de 100 mph al circuit de Brooklands, llavors amb força sotracs. El pilot de fàbrica Joseph 'Joe' S. Wright va ostentar el rècord de la volta ràpida a Brooklands des del 1925 fins al 1935.
Zenith va detentar el rècord mundial de velocitat per a motocicletes en dues ocasions; el primer rècord FIM de 199,99 km/h fou establert el 25 d'agost de 1928 per Owen M. Baldwin a Arpajon (França), a l'Autodrome de Linas-Montlhéry. Bert le Vack va superar Baldwin l'any següent amb una Brough-Superior de 995 cc al mateix lloc. El 1930 Zenith patia problemes financers a causa de la recessió i va ser adquirida per un dels seus concessionaris, Writer's, del sud de Londres. L'ex-pilot oficial de Zenith Joe Wright, pilotant una OEC amb motor JAP de 994 cc, va recuperar el rècord el 31 d'agost a 220,99 km/h, de nou a Arpajon. Però el rècord fou batut un altre cop aquell any, el 21 de setembre a Ingolstadt (Alemanya), per Ernst Jakob Henne amb una BMW sobrealimentada a 221,67 km/h.
Claude Temple va intentar de guanyar el títol a Cork (Irlanda) fent servir de nou l'OEC sobrealimentada amb Joe Wright de pilot. Wright havia aconseguit la moto oficial de Zenith amb motor JAP de 995 cc sobrealimentat i la va portar a Irlanda com a moto de recanvi (tal com es pot veure al reportatge de Pathé News). L'OEC va patir un error mecànic i no va poder completar les dues voltes necessàries, de manera que Wright va fer servir la Zenith per a establir un nou rècord mundial de 242,59 km/h. Com que Zenith estava temporalment fora del negoci i OEC era qui pagava les factures de l'intent de rècord, el fet que la Zenith hagués fet la volta del rècord i no l'OEC va ser convenientment ignorat a gran part de la publicitat de l'època, i fins i tot als llibres oficials de rècords de la FIM. L'any següent, Freddie Barnes, testimoni ocular de l'èxit, va publicar un relat en què assenyalava la victòria de Zenith i altres testimonis oculars posteriors van confirmar la seva afirmació.

## Models
| Model                              | Any  | Notes                                                                   |
| ---------------------------------- | ---- | ----------------------------------------------------------------------- |
| Zenith Bi-Car                      | 1903 | Direcció de boixa central, suspensió integral                           |
| Zenith Tri-Car                     | 1908 | Motor Fafnir monocilíndric                                              |
| Zenith 'Zenette'                   | 1908 | Motor Fafnir monocilíndric                                              |
| Zenith 'Zenette' Tri-car           | 1908 | Motor J.A.P. 6HP refrigerat per aigua, caixa de 2 velocitats Chater-Lea |
| Zenith Gradua 6HP (770 cc)         | 1911 | Transmssió variable "Gradua"                                            |
| Zenith 3 1/2HP                     | 1911 | Motor JAP monocilíndric de vàlvula lateral 500 cc                       |
| Zenith Lightweight                 | 1911 | Motor JAP monocilíndric OHV 250 cc                                      |
| Zenith 8HP Twin-Cylinder Racer     | 1913 | Motor JAP bicilíndric '90 Bore' OHV                                     |
| Zenith 3 1/2HP monocilíndric Racer | 1913 | Motor JAP monocilíndric '90 Bore' OHV                                   |
| Zenith Models E, G, J              | 1914 | Motor JAP bicilíndric en V de vàlvula lateral de 770, 1.000 i 1.100 cc  |
| Zenith Gradua 680 cc               | 1918 | Motor JAP bicilíndric                                                   |
| Zenith-Bradshaw 494 cc             | 1922 | Motor Bradshaw bicilíndric oposat horitzontalment refrigerat per oli    |
| Zenith "Brooklands"                | 1923 | Motor JAP 344 cc                                                        |
| Zenith 346 cc                      | 1924 | Motor JAP                                                               |
| Zenith 680 cc                      | 1926 | Motor JAP de vàlvula lateral                                            |
| Zenith C5 Special 500 cc           | 1936 | Motor JAP 500 cc OHV                                                    |
| Zenith 750 cc                      | 1948 | Motor JAP                                                               |

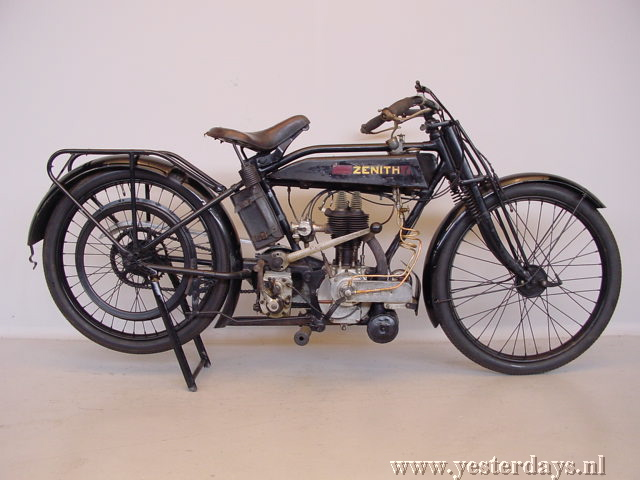
Motocicleta Zenith amb motor JAP 346 cc (1924)

La motocicleta i l'automòbil de tres rodes (tri-car) Zenette disposaven d'un innovador sistema de suspensió posterior en un moment en què la majoria de les motocicletes no en tenien, en part per l'efecte que la suspensió posterior tenia sobre la tensió de la corretja motriu. A la Zenette, això es va poder evitar fent pivotar el basculant prop del centre del motor i muntant el motor al braç basculant. La motocicleta Zenette tenia una altra característica que es reconeixia instantàniament: el dipòsit de combustible i la bateria es trobaven darrere del motor i a sobre d'aquest hi havia el tub nu del bastidor.